# Satara
Satara là một thành phố và là nơi đặt hội đồng đô thị (municipal council) của quận Satara thuộc bang Maharashtra, Ấn Độ.

## Địa lý
Satara có vị trí 17°41′B 73°59′Đ / 17,68°B 73,98°Đ Nó có độ cao trung bình là 742 mét (2434 feet).

## Nhân khẩu
Theo điều tra dân số năm 2001 của Ấn Độ, Satara có dân số 108.043 người. Phái nam chiếm 52% tổng số dân và phái nữ chiếm 48%. Satara có tỷ lệ 80% biết đọc biết viết, cao hơn tỷ lệ trung bình toàn quốc là 59,5%: tỷ lệ cho phái nam là 84%, và tỷ lệ cho phái nữ là 76%. Tại Satara, 10% dân số nhỏ hơn 6 tuổi.